# Episodi di Alice Nevers - Professione giudice (prima stagione)
La prima stagione della serie televisiva Alice Nevers - Professione giudice è composta da tre episodi di circa 90 minuti, trasmessi per la prima volta da TF1 tra il 2002 e il 2003.
In Italia la stagione è stata trasmessa su Rai 3 dal 17 giugno al 8 luglio 2010.
| nº | Titolo originale | Titolo italiano           | Prima TV Francia | Prima TV Italia |
| -- | ---------------- | ------------------------- | ---------------- | --------------- |
| 1  | Soumission       | Un giudice intraprendente | 2 settembre 2002 | 17 giugno 2010  |
| 2  | Juge contre juge | Giudice contro giudice    | 21 ottobre 2002  | 24 giugno 2010  |
| 3  | Jackpot          | Jackpot                   | 16 giugno 2003   | 8 luglio 2010   |

## Un giudice intraprendente
- Titolo originale: Soumission
- Diretto da: Pierre Boutron
- Scritto da: Catherine Hoffmann

### Trama
Un negoziante della zona viene ucciso a coltellate, e l'indagine si trasforma in un delitto passionale quando il giudice istruttore e sostituta di Florence Larrieu, Alice Nevers e il tenente Lucien Forette sospettano la moglie gelosa della vittima, ma la cosa non convince Alice.

## Giudice contro giudice
- Titolo originale: Juge contre juge
- Diretto da: Pierre Boutron
- Scritto da: Pierre Boutron, Eric Kristy e Jean-Claude Schineizer

### Trama
Uno dei giudici più potenti di Parigi, è stato accusato dell'omicidio di un omosessuale trovato nella casa del giudice. Il caso per Alice si complica perché dovrà indagare su un collega nonché suo ex insegnante di diritto, ma quando lui confessa l'omicidio, Alice crede che sia innocente.

## Jackpot
- Titolo originale: Jackpot
- Diretto da: Stephane Kappes
- Scritto da: Catherine Hoffmann e Pierre Boutron

### Trama
L'ispettore di polizia della brigata dei giochi è stata uccisa nel parcheggio di un casinò. All'inizio della serata si era seduta al tavolo di un giocatore d'azzardo accompagnata da una donna fino a quando non ha perso. E Alice indaga.